# Izobutil nitrit
Izobutil nitrit je ester izobutilnog alkohola i nitritne (dušikaste) kiseline. Po izgledu je bezbojna tekućina. Kemijska formula mu je (CH3)2-CH-CH2-O-NO. 
Svrstava se u kategoriju poppersa, droga koje se koriste kao party drugs ili za pojačavanje seksualnog užitka. Koristi se inhaliranjem. Nakon udisanja, uzrokuje vazodilataciju (širenje krvnih žila) te ubrzan rad srca što uzrokuje pojačan dotok krvi u sve dijelove tijela. Česta je upotreba među homoseksualcima, zbog toga što uzrokuje opuštanje mišića uključno s rektalnim sfinkterom.